# ریکلمه فلیپه
ریکلمه فلیپه (انگلیسی: Riquelme Felipe؛ زادهٔ ۱۳ مارس ۲۰۰۷) بازیکن فوتبال است که در حال حاضر برای فلومیننزه در پست بال کناری راست بازی می‌کند.
وی همچنین در تیم‌های ملی فوتبال زیر ۱۵ سال، زیر ۱۷ سال و زیر ۱۸ سال برزیل بازی کرده است.

## دوران باشگاهی
ریکلمه فلیپه در آراساتوبا در ایالت سائو پائولو برزیل به دنیا آمد و در ده سالگی به آکادمی باشگاه حرفه‌ای فلومیننزه پیوست. او اولین قرارداد حرفه‌ای خود را در آوریل ۲۰۲۳ با باشگاه امضا کرد و به طور قابل توجهی این قرارداد را همراه با رئیس باشگاه ماریو بیتنکورت در مقر باشگاه در لارانژیرس امضا کرد، کاری که برای بازیکنان جوان نادر است.
او اولین بازی غیررسمی خود را در یک دیدار دوستانه پیش‌فصل مقابل بوآویستا انجام داد و در برتری ۲–۰ یک گل به ثمر رساند. پس از کمک به فلومیننزه برای کسب عنوان کاپا دو برازیل زیر ۱۷ سال و گلزنی در فینال مقابل سائو پائولو، او به همراه هم‌تیمی‌های خود ایساک و ماتیوس ریس به تیم زیر ۲۰ سال باشگاه ارتقا یافت.
در ۱۵ اکتبر ۲۰۲۴ روزنامه انگلیسی گاردین او را به عنوان یکی از بهترین بازیکنان متولد ۲۰۰۷ در سراسر جهان معرفی کرد.
در ۱ دسامبر ۲۰۲۴ ریکلمه فلیپه برای اولین بار در ترکیب رسمی یک مسابقه قرار گرفت اما در تساوی ۱–۱ خارج از خانه مقابل آتلتیکو پارانائنزه در سری آ فوتبال برزیل به میدان نرفت. او در ۱۲ ژانویه ۲۰۲۵ اولین بازی رسمی خود را در روز اول فصل لیگ کاریوکا انجام داد و در تساوی بدون گل خانگی مقابل سامپایو کوره در ترکیب اصلی قرار گرفت.